# Andropogon ingratus
Andropogon ingratus är en gräsart som beskrevs av Eduard Hackel. Andropogon ingratus ingår i släktet Andropogon och familjen gräs. Inga underarter finns listade i Catalogue of Life.